# Kunejtra
Kunejtra (arabsky: القنيطرة, doslova „Malý most“) je z velké části zničené a opuštěné hlavní město guvernorátu Kunejtra v jihozápadní Sýrii. Nachází se ve vysoce položeném údolí na Golanských výšinách v nadmořské výšce 1010 m n. m. Město bylo založeno za dob Osmanské říše jako stanice karavanové stezky vedoucí do Damašku a následně se stalo posádkovým městem s 20 tisíci obyvateli, ležící strategicky poblíž hranic příměří s Izraelem.
Dne 10. června 1967 se v poslední den šestidenní války Kunejtra dostala pod izraelskou kontrolu. Před touto válkou zde žilo 150 tisíc obyvatel. Během jomkipurské války v roce 1973 Sýrie na krátkou dobu město dobyla zpět, ale během následné protiofenzivy se Kunejtra dostala zpět do izraelských rukou. Před izraelským stažením v červnu 1974 bylo město takřka kompletně zničeno.
V roce 1989 došlo k navázání partnerských vztahů mezi Kunejtrou a Lidicemi, přičemž se československý komunistický režim snažil vytvořit obraz analogie mezi oběma zničenými sídly, což mj. odmítly samizdatové Lidové noviny.
V současnosti leží v demilitarizované zóně mezi Sýrií a Izraelem, střežené Pozorovatelskou misí OSN pro uvolňování napětí (UNDOF), nedaleko de facto hranic mezi oběma státy. Ve městě žije několik rodin. Sýrie město po navrácení odmítla opravit a aktivně odrazovala své obyvatele, aby se v oblasti usazovali. Izrael byl za zničení města silně kritizován Organizací spojených národů. Izrael naopak kritizoval Sýrii za to, že město neobnovila.
Dne 6. června 2013 byl blízký hraniční přechod Kunejtra napaden povstaleckými silami a dočasně obsazen, než jej znovu obsadila syrská baasistická armáda. V červenci 2013 opoziční síly zaútočily na vojenský kontrolní bod v Kunejtře a následující den útočily na několik pozic syrské baasistické armády v Kunejtře.
V srpnu 2014 povstalecké síly dobyly přechod. Během bojů byl zraněn filipínský příslušník mírových sil OSN (UNDOF). V důsledku toho rakouská vláda oznámila stažení svých vojsk z mise OSN.
Dne 26. července 2018 syrská baasistická armáda znovu obsadila město Kunejtra.
V prosinci 2024 se město dostalo pod izraelskou kontrolu.